# Api e fuchi al tribunale della vespa
Api e fuchi al tribunale della vespa (Apes et fuci vespa iudice) è la tredicesima favola del terzo libro delle Fabulae di Fedro, scritte nel I secolo.

## Trama
Le api avevano costruito dentro una vecchia quercia i loro favi, ma i fuchi nullafacenti li arrogavano a sé. La questione fu portata in un tribunale, con giudice la vespa. Dato che l'insetto ben conosceva la loro indole, disse loro che, essendo uguali per forma e colore, dovevano prendere delle arnie e fabbricare nei favi del nuovo miele, dal sapore identico al precedente. Solo dal risultato si sarebbe capito chi era il vero autore del miele. I fuchi si rifiutarono, così la vespa pronunciò il verdetto finale: "È chiaro a tutti coloro che possono farlo e coloro che non possono, perciò sia restituito il loro frutto alle api".

## Nella cultura di massa
Jean de La Fontaine rielabora la fiaba con qualche differenza. Le api e calabroni si contendono gli alveari e quindi il miele prodotto, e chiamano una vespa a giudicare: questa non sa dare un giudizio, poiché i testimoni dicono di aver visto intorno al miele degli insetti gialli e neri, che possono essere tanto api quanto calabroni. Un fuco si spazientisce del processo lungo che non porta a nulla e che costa molto loro anche in miele, che si rovina o che va in pagamento alla vespa, quindi avanza l'idea di andare insieme nel campo e vedere chi dei contendenti lavora meglio a costruire i nidi: i calabroni rifiutano e la vespa aggiudica vincitrici le api. La morale della fiaba diventa un elogio delle discussioni che vengono vinte "come dicon che facciano in Turchia", mettendo alla prova i contenenti e vedendo il risultato, anziché limitarsi a pagare gli avvocati e il giudice senza ottenere niente.